# アマチュア演劇
アマチュア演劇（アマチュアえんげき）とは、アマチュアの役者によって上演される演劇のこと。しかし、中世の民衆演劇はアマチュア演劇とは概して呼ばれず、主に19世紀以降の非職業演劇人による演劇をさす。

## イギリスにおけるアマチュア演劇
イギリスにおけるアマチュア演劇のブームは主に19世紀後半から始まる。清教徒革命以降、演劇にはある種のタブーがつきまとっていたが、19世紀を通じて演劇に対する態度も徐々に変化し、演劇は教育の手段としても見直され始めた。
上流階級に関してのみ言えば娯楽としてのアマチュア演劇は歴史を通じて絶えることがなかったが、19世紀後半から20世紀頭までのアマチュア演劇ブームは中産階級を巻き込んだことに大きな違いがあった。

## アマチュア演劇の意義
金銭を目的とした職業演劇と比べ、アマチュア演劇は「真摯で」「誠実な」芸術への態度の表れであるとして広く推奨された。ただし、演技のレベルそのものは必ずしも高くはなく、第一次大戦後の映画館の普及などにより、やがて廃れていった。